# 크레용 신짱 대마왕의 역습
《크레용 신짱 2 대마왕의 역습》은 1994년 일본 반다이사에서 만든 짱구 게임이다. 슈퍼패미콤 짱구의 2번째 게임으로 전작 1과 같은 게임 진행 형식을 보인다. 극장판 '액션가면 VS 하이그레 마왕'의 직후가 배경이다.

## 스토리
짱구와 액션가면의 공습으로 패하고 결국 지구 정복을 포기하게 된 하이그레 마왕은 역습을 계획하게 된다. 이번 목표는, 모든 참패의 원인이었던 짱구에게 복수를 행하는 것. 하이그레 마왕은 즉시 액션가면을 잡아 가두고, 철수(카자마), 맹구(보오), 유리(네네), 훈이(마사오)를 납치해 세뇌시킨다. 한편, 짱구는 액션가면을 보던 중 갑자기 TV 화면에 나타난 하이그레 마왕을 보고 놀란다. 하이그레 마왕이 비춰준 액션가면은 쇠창살에 갇혀 있었고, 짱구는 액션가면을 구하는 열쇠인 액션 스톤 7개를 찾아 흰둥이와 모험을 떠나게 되어, 그리하여 액션가면의 담당 박사인 키타 카스카베 박사가 짱구와 접촉해 계속해 조언을 보낸다.

## 인터페이스
횡스크롤 진행이지만 진행 방식이 2가지이다.

필드 위아래로도 움직일 수 있는 방식(ex:던전 앤 드래곤, 던전 앤 파이터)과 좌우로만 움직일 수 있는 방식이다.

스테이지마다 방식의 차이를 보이기도 한다.

스테이지는 초반에 3개가 있으며, 클리어 시 하나가 더 나타난 후, 또 그곳을 클리어함으로써 3개의 스테이지가 더 생긴다.

게임의 목적은 액션 스톤을 7개 모으는 것이다. 스테이지 시작 전 키타 카스카베 박사가 조언을 해 준다.

친구들이 모두 세뇌당해서 보스로 등장한다.
액션 구슬을 모아 뽑기나 미니게임을 할 수 있으며, 아이템을 하나 저장해서 사용 가능하다.

## 스테이지
- STAGE 1 <집>

바퀴벌레가 득실거리는 집. 이곳에서 '미니 집' 아이템을 얻으면 보스 에리어로 가게 된다.
- STAGE 2 <놀이터>

위아래로 움직일 수 없는, 횡스크롤 2D 스테이지이다. 추락사를 조심해야 하며, 마지막의 워프 홀로 가면 보스 에리어로 가게 된다.
- STAGE 3 <유치원>

흰둥이의 도움을 받아가며 '분필' 을 얻으면 보스 에리어로 가게 된다.
- STAGE 4 <하이그레 마왕의 우주선>

우주선 내부. 워프 홀로 가면 보스 에리어로 가며, 클리어 시 스테이지 3개가 더 등장한다.
- STAGE 5 <우주>

횡스크롤 2D 스테이지. 돌진 공격으로 진행해야 하는데, 추락을 조심해야 한다.
- STAGE 6 <집>

아까의 스테이지 1인 집인데 저주가 걸려있어 어지럽다. 여긴 처음부터 보스전이 펼쳐진다.
- STAGE 7 <해저>

횡스크롤 2D 스테이지. 흰둥이와 코끼리 잠수복을 입고 바닷속을 진행한다. 공격으로 야구공을 날린다.
- 최종 보스전

하이그레 마왕과 대적하는, 최종 스테이지.

## 변신/아이템
저장 아이템을 화면 위쪽에 하나 저장해 사용 가능하다. 새로 저장하면 기존에 저장한 아이템은 사라진다.
- 액션 드링크

정상적인 진행으로는 저장란에 넣을 수 없다. 미니게임에서 저장할 수 있는 아이템이다.

필드 여기저기에도 있으며, 체력을 회복해 준다.
- 박쥐

배트맨으로 변신해 일정시간 동안 무적일뿐더러 닿는 적에게 데미지를 입히게 된다.
- 액션가면

액션가면으로 변신해 일정시간 동안 무적이 되며, 액션 빔의 공격력이 기본 공격보다 훨씬 높다.
- 코끼리 아저씨

사용시 코끼리 아저씨 춤을 춰 전체공격을 실시한다.
- 훌라춤

하와이안 훌라춤으로 전체공격을 실시한다.

## 적들
- 바퀴바퀴

집 스테이지에 널려 있는 바퀴벌레. 날아다니기도 하며, 근접시 펀치를 날린다. 체력은 1.
- 엉덩이별 외계인

걸어다니며 점프 킥을 날린다. 체력은 1.
- 칸탐 로봇

보통 칸탐 로봇이 아니라 검은색이다. 근접공격을 한다. 체력은 1.
- 팬티스타킹 잔당

오리를 타고 다니며 총을 쏜다. 체력은 1.
- 복대 레이디스

3명이 함께 뭉쳐 다닌다. 총을 쏘며, 체력은 1.
- 버섯모양 발사기

위아래로 다니며 아래쪽으로 총을 쏜다. 체력은 1.
- 문지기 엉덩이별 외계인

워프 홀 주위를 달리고 있다. 체력은 1.
- 해파리 외계인

우주에서 갑자기 나타난다. 체력은 1.
- 별똥별

우주에서 갑자기 날아온다. 체력은 1.
- 미니 짱구

유리와의 보스전에서 유리가 만들어내는 적이다. 체력은 1이며, 간혹 쓰러트리면 바퀴벌레 장난감을 떨어트린다.
- 팬스토마린

팬티스타킹 조무래기 잠수병. 좌우로 헤엄쳐 다니며, 속도는 꽤 빠르다. 체력은 1.
- 엉덩이별 외계인 잠수병

구멍에서 나왔다 들어가며, 속도가 빨라 방해가 크다. 체력은 2.
- 레이저 발사기

해저에서 벽에 붙어 레이저를 발사하는 사람 얼굴의 적. 쓰러트릴 수 없다.

## 보스
- STAGE 1 : 바퀴부리 훈이

훈이가 바퀴벌레 옷을 입고 벽을 타고 다니며 피망을 던진다. 속도가 빠르므로 점프보다 피망을 집어 던지는게 더 좋다.
- STAGE 2 : 변태 아저씨 부란쟈

4개의 구멍 중에서 랜덤으로 출몰하며, 브래지어로 눈을 가리고 망치를 집어 던지거나 브래지어를 날린다.

브래지어에 닿으면 눈이 가려져 아래쪽으로 자동으로 이동하게 된다. 구멍에서 나왔을 때만 공격 가능하다.
- STAGE 3 : 로봇 철수

칠판에 숨어 지우개 미사일을 날린다. 미사일은 밟으면 제거 가능하다. 칠판에서 나오면 공격할 수 있게 된다.

칠판에서 나온 후로는 연속 펀치를 날리며 지우개 미사일을 날린다. 쓰러트리면 도망간다.
- STAGE 4 : 판치라스

악어 2마리가 동시에 등장해 초록 악어는 거품을 내뿜는다. 거품에 갇히면 잠깐동안 움직일 수 없고, 붉은 악어는 작은 악어를 내보낸다.
- STAGE 5 : 반딧불 맹구

날아다니며 짱구를 쫓아다니며 '리리리' 공격을 한다. 계속 따라오며, 경직 시간이 적어 꽤 힘든 상대가 된다.
- STAGE 6 : 꼬마마녀 니센 (유리)

날아다니며 마법을 사용해 미니 짱구를 불러내 공격한다. 미니 짱구를 쓰러트리고 나오는 바퀴벌레를 집어 던지는 것이 좋은 공격이다.

 점프로도 공격 가능하며, 데미지를 받으면 도망가며, 계속 쫓아야 한다. 마지막 방에서 최후의 결전이 펼쳐진다.
- STAGE 7 : 로봇 철수 2차전

이번엔 잠수함 모드로 바뀌어 총알을 날린다. 데미지를 받을수록 크기가 커지고, 크기가 커질수록 공격도 많아진다.
- 하이그레 마왕

최종보스, 가면을 쓴 상태에서는 날아다니며 적들을 불러내고, 가면이 부서지면 번개를 내려 공격한다.